# Myrmecaelurus pallidus
Myrmecaelurus pallidus är en insektsart som först beskrevs av Frederic Charles Fraser 1950. 
Myrmecaelurus pallidus ingår i släktet Myrmecaelurus och familjen myrlejonsländor. Inga underarter finns listade i Catalogue of Life.